# Arbeitsgericht Ludwigshafen am Rhein

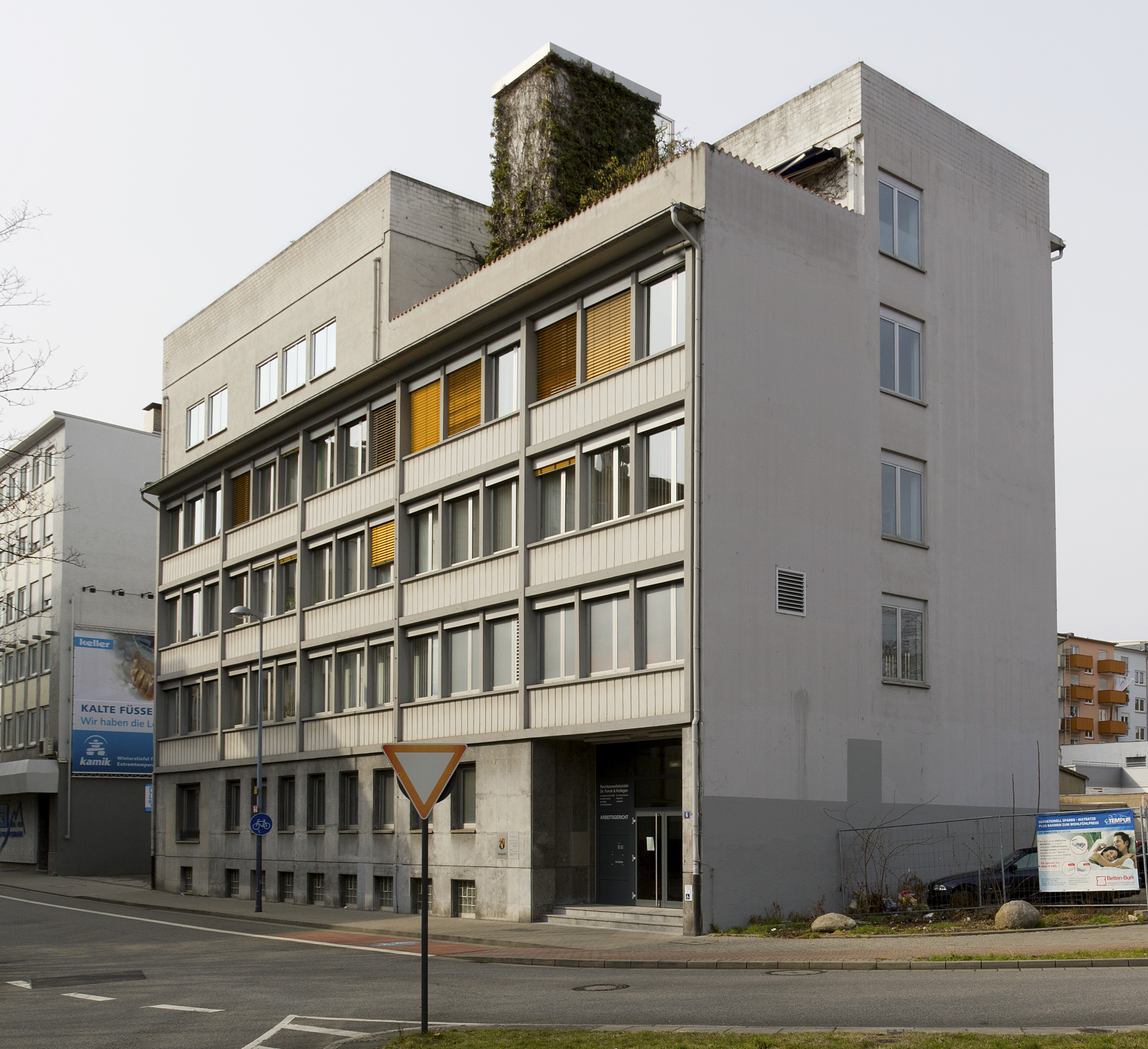
Gerichtsgebäude in der Wredestraße

Das Arbeitsgericht Ludwigshafen am Rhein, ein Gericht der Arbeitsgerichtsbarkeit, ist eines der fünf rheinland-pfälzischen Arbeitsgerichte.

## Gerichtssitz und -bezirk
Das Gericht hat seinen Sitz in Ludwigshafen am Rhein in der Wredestraße 6. In Landau in der Pfalz unterhält es Auswärtige Kammern. Gerichtstage werden außerdem in Neustadt an der Weinstraße abgehalten.
Das Arbeitsgericht Ludwigshafen am Rhein ist örtlich  für Rechtsstreitigkeiten aus den Städten Frankenthal, Landau, Ludwigshafen, Neustadt und Speyer, dem Landkreis Bad Dürkheim, dem Landkreis Germersheim, dem Landkreis Südliche Weinstraße und dem Rhein-Pfalz-Kreis zuständig. Die sachliche Zuständigkeit ergibt sich aus dem Arbeitsgerichtsgesetz.

## Übergeordnete Gerichte
Dem Gericht sind das Landesarbeitsgericht Rheinland-Pfalz in Mainz und im weiteren Rechtszug das Bundesarbeitsgericht in Erfurt übergeordnet.

## Geschichte
Gemäß Arbeitsgerichtsgesetz vom 23. Dezember 1926 wurden in Deutschland Arbeitsgerichte gebildet. Diese waren nur in der ersten Instanz organisatorisch selbstständige Gerichte, die Landesarbeitsgerichte waren den Landgerichten zugeordnet. Am Landgericht Frankenthal entstand so 1927 das Landesarbeitsgericht Frankenthal als eines von 23 Landesarbeitsgerichten in Bayern. In Ludwigshafen am Rhein entstand das Arbeitsgericht Ludwigshafen am Rhein. Sein Sprengel umfasste den Sprengel des Amtsgerichts Ludwigshafen. Es bestand eine Kammer für Arbeiter, eine Angestelltenkammer für den Landesarbeitsamtsbezirk (Arbeitsgerichte Frankenthal, Landau, Ludwigshafen, Neustadt a.d. Haardt und Speyer) und eine Kammer für das Handwerk. Daneben bestand eine Eisenbahnfachkammer für den Direktionsbezirk der Reichsbahndirektion Ludwigshafen.
Bereits 1929 wurde die Zahl der Arbeitsgerichte deutlich reduziert. Das Arbeitsgericht Ludwigshafen am Rhein war davon nicht betroffen.
Nach der Besetzung Deutschlands durch die Alliierten wurden 1945 zunächst alle Gerichte geschlossen. Die ordentlichen Gerichte wurden schon bald wieder eröffnet, während die Arbeitsgerichte zunächst nicht wieder eingerichtet wurden, so dass arbeitsgerichtliche Streitigkeiten von den ordentlichen Gerichten erledigt werden mussten. Gemäß Kontrollratsgesetz 21 vom 30. März 1946 sollten in Deutschland Arbeitsgerichte aufgebaut werden. Mit Präsidialerlass vom 25. Juli 1946 sollten 10 Arbeitsgericht in Rheinland-Pfalz eingerichtet werden, darunter das in Ludwigshafen. Dies wurde jedoch nicht umgesetzt, da die Voraussetzung fehlten. Unter anderem bestanden noch keine Arbeitgeberverbände. Mit dem Gesetz zur Errichtung von Arbeitsgerichten und das Verfahren in Arbeitsgerichtsstreitigkeiten vom 6. November 1947 sowie der Landesverfügung über die Errichtung der Arbeitsgerichte und die örtliche Abgrenzug der Arbeitsgerichtsbezirke vom 15. März 1948 wurde eine neue Rechtsgrundlage geschaffen. Das Arbeitsgericht Ludwigshafen entstand so neu und war nun für die Stadt Ludwigshafen und die Landkreise Ludwigshafen, Frankenthal, Speyer und Neustadt zuständig. Am 10. März 1949 nahm das Gericht seine Arbeit auf. Seinen Sitz hatte es zunächst im Gebäude denisstraße 8. Nach mehreren Umzügen lautete die Adresse Wredestraße 6.
Durch das Erste Landesgesetz zur Verwaltungsvereinfachung vom 28. Juli 1966 wurde die Arbeitsgerichte Landau und Mainz aufgehoben und deren Sprengel dem Arbeitsgericht Ludwigshafen zugeschlagen. In den beiden Orten wurden zunächst Zweigstellen des Arbeitsgerichtes Ludwigshafen geführt. Die Zweigstelle Mainz wurde 1977 wieder selbstständiges Arbeitsgericht. Mit Landesgesetz vom 16. September 1982 erhielt die Zweigstelle Landau die Bezeichnung auswärtige Kammern Landau des Arbeitsgerichtes Ludwigshafen.